# Praise Abort
«Praise Abort» (en español, Alabanza al aborto) es el primer sencillo publicado por el proyecto Lindemann conformado por Till Lindemann (Rammstein) y Peter Tägtgren (Pain, Hypocrisy) de su primer álbum Skills in Pills.

## Vídeo
Al principio, el personaje de Till se muestra como una persona civilizada que se queja de tener tantos hijos. Esto hace que no se pueda permitir varios lujos al tener que mantenerlos y eso le supone un fastidio. De pronto aparece el segundo personaje de Till, un cerdo que simboliza la parte animal del ser humano. Este, en cambio, disfruta procreando con su pareja, pero a su vez tampoco le importan sus hijos. El tema, por lo tanto. es la irresponsabilidad de aquellos padres que tienen hijos sin quererlos y alaban así el aborto. Al final del vídeo se puede ver cómo el personaje civilizado de Till toma a la cría que está junto al cuerpo sin vida de su madre y se la lleva; eso demuestra que aún con todos los problemas económicos que acarrea tener hijos, el ser humano tiene como instinto seguir perdurando como especie. El vídeo fue dirigido por Zoran Bihac quien ya había trabajado con Rammstein en otros vídeos («Links 2, 3, 4», «Mein Teil», «Rosenrot», «Mein Herz Brennt»), y tuvo un récord en YouTube de 650.000 reproducciones en su estreno.

## Lista de canciones
Maxisencillo
1. Praise Abort - 4:44
2. Praise Abort (Clemens Wijers Remix) - 4:43
3. Praise Abort (Ostblockschlampen Remix) - 4:20
4. Praise Abort (Hedberg & Larsson Remix) - 4:23
5. Fat (Jonas Kjellgren Remix) 3:03
6. Fat (Oliver Huntemann Electrónica Mix) 4:22

## Listas de ventas
| Lista (2015) | Mejor posición |
| ------------ | -------------- |
| Alemania     | 42             |